# Alessandro Tassoni Estense di Castelvecchio
Alessandro Tassoni Estense di Castelvecchio (* 19. Januar 1909 in Turin; † 26. Dezember 1985 ebenda) war ein italienischer Diplomat.

## Leben
Er studierte an der Universität Turin bis Juli 1930 Rechtswissenschaften und bis Juli 1931 Politikwissenschaften. 1932 trat er in den auswärtigen Dienst und wurde in der Ägäis beschäftigt. 1933 wurde er in Lugano beschäftigt, 1938 in Graz und 1940 in Sofia. 1942 war er Gesandtschaftssekretär erster Klasse im besetzten Athen. 1943 wurde er in Bern beschäftigt. Von 1947 bis 1949 wurde er in Belgrad beschäftigt. Von 1950 bis 1956 wurde er in Paris beschäftigt.
Von 1956 bis 1959 war er Generalkonsul in München. Von 1959 leitete er die Abteilung Politik im Außenministerium. Von 1960 bis 1961 war er Generalinspekteur der diplomatischen Missionen und konsularischen Vertretungen. Von 27. September 1962 bis 25. November 1964 war er Botschafter in Tunis. Von 1964 bis 1967 war er Botschafter in Buenos Aires. Von 1967 bis 1969 leitete er die Abteilung Kultur.  Von 1969 bis 1970 war er Botschafter in Rio de Janeiro. Von 1971 bis 1973 war er Botschafter in Warschau. 1974 wurde er in den Ruhestand versetzt.